# Гідроплан Коді
Гідроплан Коді (англ. Cody Floatplane), також відомий як «Гідробіплан Коді», Cody Hydro-biplane) був розроблений і побудований Семюелом Франкліном Коді для участі в авіаційних перегонах Daily Mail Circuit of Britain air race 1913 року, які пропонували головний приз у 5000 фунтів стерлінгів. 7 серпня 1913 року літак зазнав структурної несправності під час льотних випробувань, внаслідок чого Коді та його пасажир загинули.

## Дизайн і розробка
Гідроплан Коді являв собою типовий для тих часів трибалочний біплан з одним рулем висоти, що керувався бамбуковим штовхачем, встановленим на балках перед крилом, одним кермом і невеликим горизонтальним стабілізатором на балках позаду нього. Бічний контроль здійснювався за допомогою викривлення крил. Двигун Green потужністю 100 к.с. (75 кВт), встановлений на центральній секції крила, через ланцюгову передачу приводив у рух пропелер Garuda діаметром 3,28 м. Пілот і пасажир сиділи один за одним перед крилом на металевих сидіннях. Розташування системи управління було нетрадиційним за сучасними стандартами: все рухоме оперення керувалося колонкою управління і колесом, а дросель і запалювання двигуна — ножними педалями. Він був оснащений одним великим центральним поплавцем та парою менших стабілізуючих поплавців, розташованих під внутрішніми розпорками.

## Польоти
Машина була завершена в липні 1913 року і здійснила свій перший політ (як літак наземного базування) 14 липня 1913 року. 30 липня на неї встановили поплавці та провели випробування як гідроплана на Бейсінгстокському каналі поблизу села Мітчетт. Потім поплавці знову замінили полозами та колесами для подальших льотних випробувань:16.
Рано вранці 7 серпня Коді почав випробувальний політ на відстань 113 км з планом полетіти до села Калшот у Саутгемптоні, де на літаку збиралися встановити поплавці для подальшого виконання тестових польотів з води. Він погодився взяти з собою у політ пасажиром Вільяма Еванса гравця в крикет із Гемпшира. О 10:30 ранку літак стартував. Приблизно через вісім хвилин він розвалився в повітрі на висоті приблизно 60 м. Коді та Еванс, які не були пристібнуті ременями безпеки, випали з літака і загинули:17. Розслідування Королівського аероклубу дійшло висновку, що катастрофа сталася через «конструктивну структурну слабкість», і припустило, що Коді та Еванс, могли вижити, якби були пристібнуті:17.

## Технічні характеристики
Дані з The Airplanes of the Royal Flying Corps (Military Wing)
- Екіпаж: 1
- Пасажири: 1
- Довжина: 12,42 м
- Розмах крила: 18,14 м
- Площа крила: 72 м²
- Силова установка: 6-циліндровий рядний двигун «Green» з водяним охолодженням, 100 к.с. (75 кВт)
- Пропелери: 4-лопатевий, діаметром 3,25 м
- Максимальна швидкість: 110 км/год